# Days of Open Hand
Days of Open Hand – trzeci album studyjny Suzanne Vegi, wydany w 1990 roku.

## Lista utworów
1. "Tired of Sleeping" – 4:22
2. "Men in a War" – 4:47
3. "Rusted Pipe" – 4:16
4. "Book of Dreams" – 3:22
5. "Institution Green" – 6:15
6. "Those Whole Girls (Run in Grace)" – 3:09
7. "Room Off the Street" – 3:00
8. "Big Space" – 3:46
9. "Predictions" – 4:59
10. "Fifty Fifty Chance" – 2:36
11. "Pilgrimage" – 5:10

## Zespół
- Suzanne Vega – wokal, gitara akustyczna
- Michael Visceglia – pięciostrunowa gitara basowa
- Marc Shulman - gitara elektryczna, tiple, EBow, buzuki
- Anton Sanko - organy Hammonda, gitara klasyczna, fisharmonia
- Frank Vilardi - perkusja
- Michael Blair - perkusja, tamburyn